# Pseudorphnus olsoufieffi
Pseudorphnus olsoufieffi är en skalbaggsart som beskrevs av Renaud Maurice Adrien Paulian 1976. Pseudorphnus olsoufieffi ingår i släktet Pseudorphnus och familjen Orphnidae. Inga underarter finns listade i Catalogue of Life.